# Borsa di Amsterdam

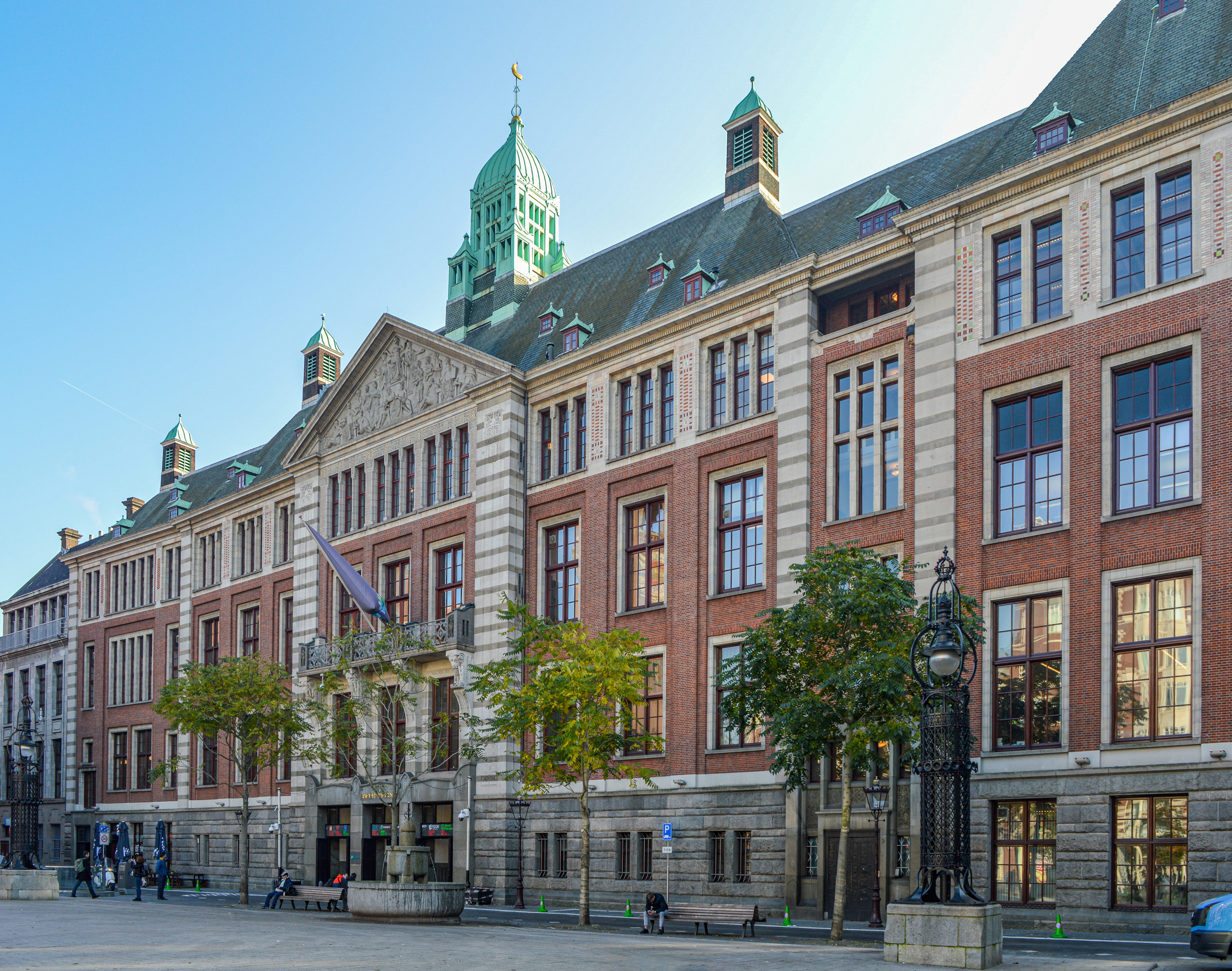
La sede della Borsa di Amsterdam

La Borsa di Amsterdam (in olandese Amsterdamse effectenbeurs), ribattezzata Euronext Amsterdam nel 2000, è il principale mercato finanziario dei Paesi Bassi. Gli indici principali sono l'AEX (Amsterdam Exchange Index) e l'AMX (Amsterdam Midkap Index).

## Storia

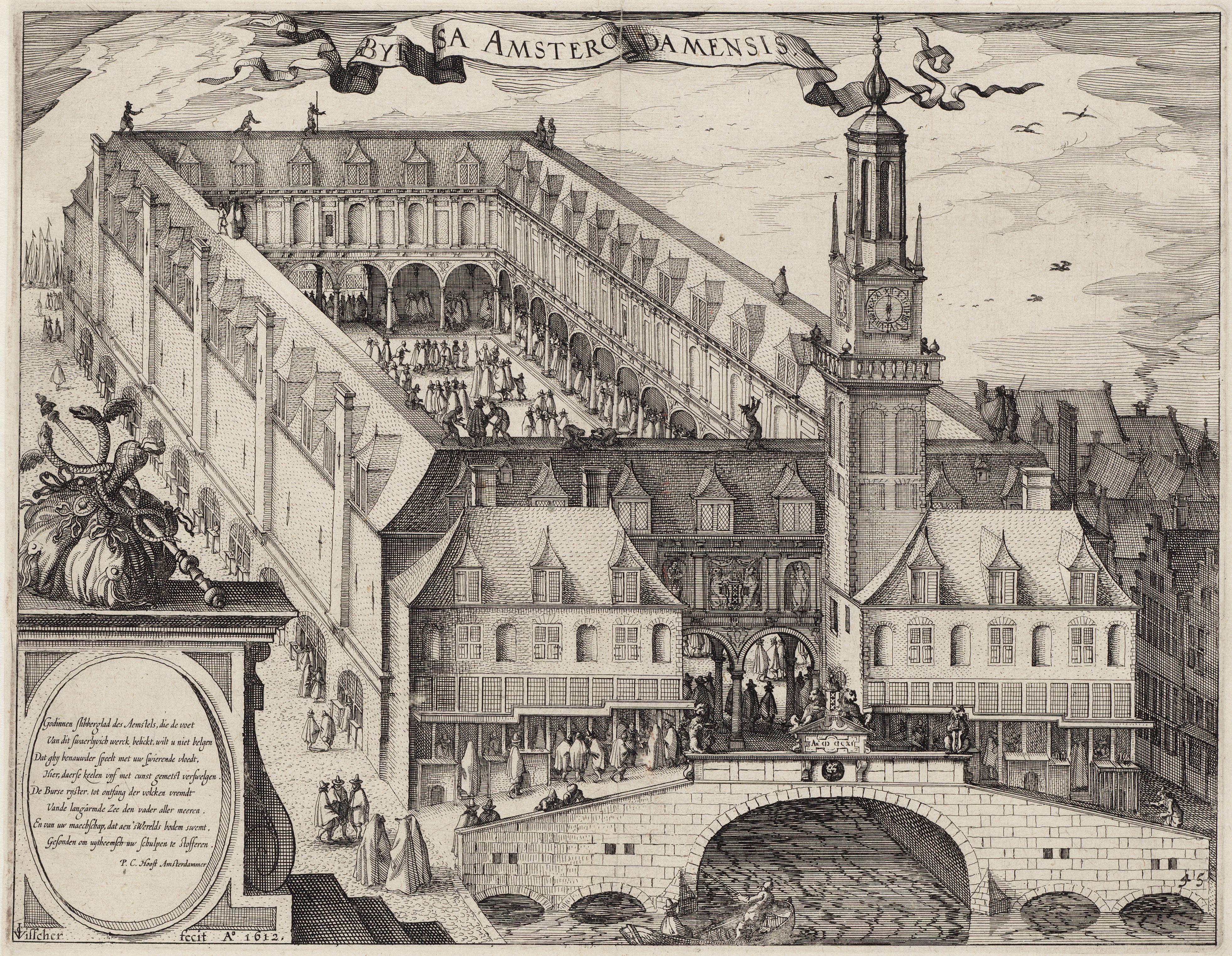
Incisione raffigurante la Borsa di Amsterdam, costruita da Hendrik de Keyser 1608-11 on Il Rokin

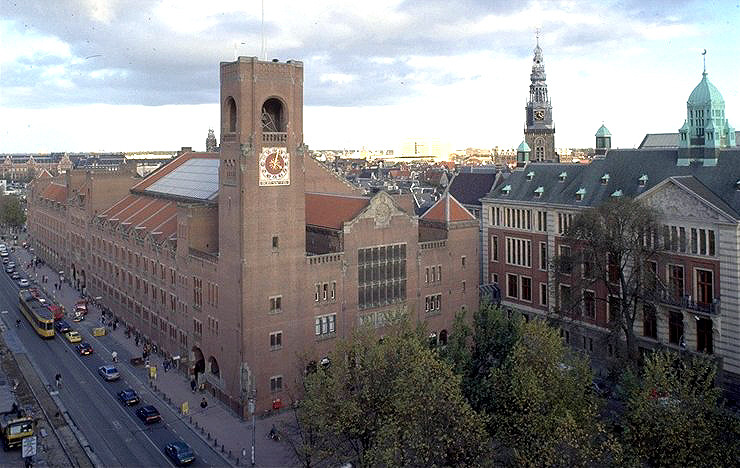
La ex sede della Borsa di Amsterdam, nota come Beurs van Berlage, costruita nel 1903 su progetto dell'architetto Hendrik Petrus Berlage

La Borsa di Amsterdam è una delle più antiche al mondo, essendo stata fondata nel 1602, per permettere alla Compagnia olandese delle Indie orientali di trovare fondi per finanziare il trasporto delle merci dall'Estremo Oriente. Le azioni della Compagnia sono state le prime al mondo ad essere titoli al portatore facendo della stessa compagnia la prima società per azioni della storia. Poco dopo furono anche introdotti le opzioni ed i futures i quali garantivano agli operatori di poter vendere o comprare i titoli nel futuro.
Dalla fine del XVII secolo la borsa ebbe una sede permanente nella città di Amsterdam. Tra il 1898 ed il 1903, sotto la guida dell'architetto olandese Hendrik Petrus Berlage fu costruita una nuova sede. L'edificio, oggi non più utilizzato come sede degli scambi, è conosciuto col nome di Beurs van Berlage (Borsa di Berlage).
Nel 2000, insieme alla Borsa di Parigi e alla Borsa di Bruxelles, ha dato vita all'Euronext, una borsa paneuropea a struttura federativa. Nel 2007, dopo aver federato altri mercati europei, Euronext ha dato vita, assieme alla Borsa di New York, al NYSE Euronext che nel 2012 è stata acquistata da IntercontinentalExchange.

## [1]Voci correlate
- Beurs van Berlage
- Euronext
- NYSE Euronext